# Schöppinger Berg

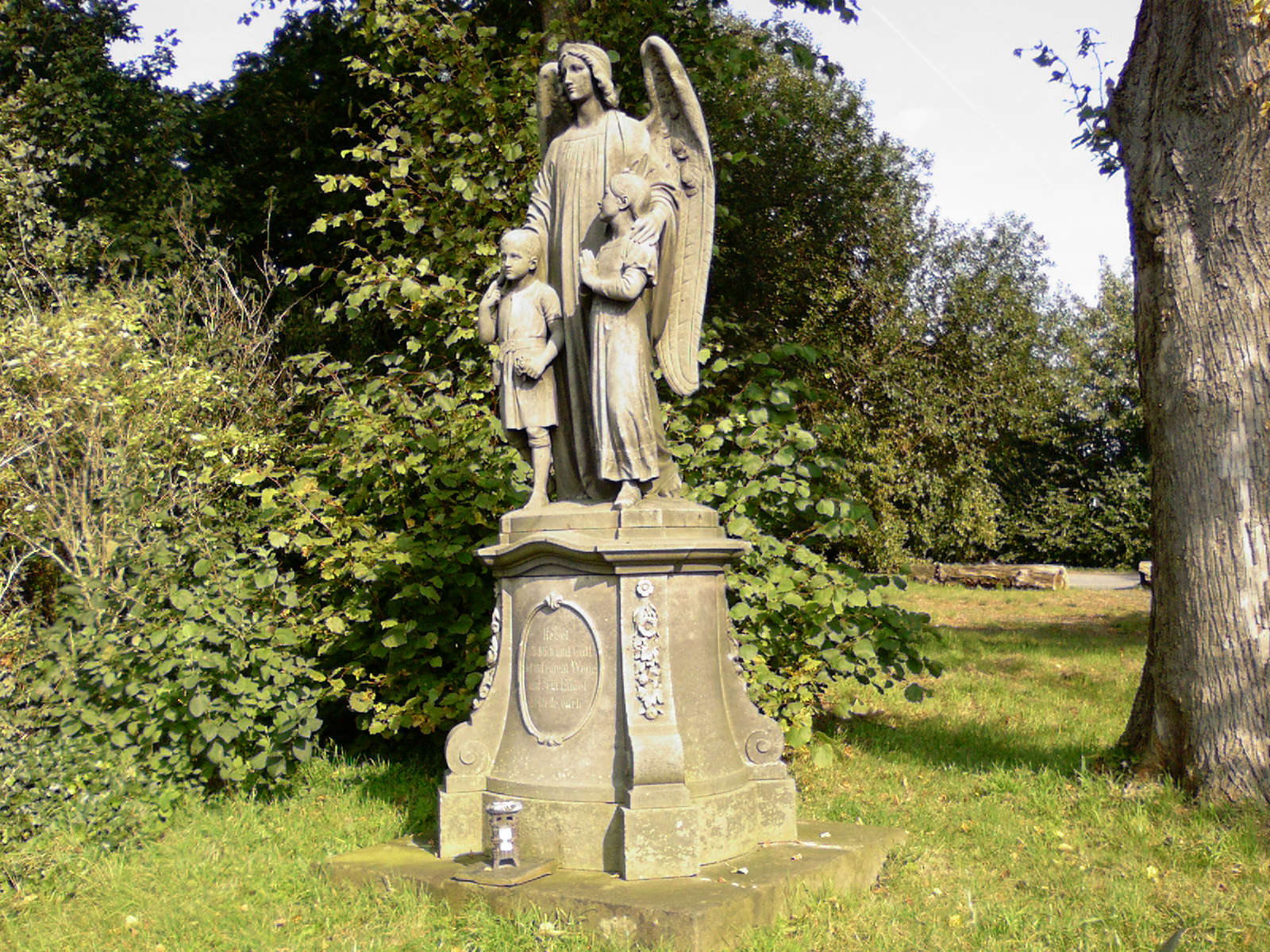
Denkmal an der Straße von Schöppingen nach Horstmar

Der Schöppinger Berg ist eine maximal 157,6 m ü. NN hohe Erhebung, je etwa 2,5 km östlich von Schöppingen (Kreis Borken) und nordwestlich von Horstmar (Kreis Steinfurt). Er stellt den Höhenschwerpunkt des Schöppinger Rückens dar, der von den Baumbergen nach Norden abzweigt.
Der nur am Osthang bewaldete, ackerbaulich genutzte Hügel wird gebildet von kalkigen Sandsteinen aus dem Campanium (Oberkreide, etwa 75 Mio. Jahre alt); dies ist nachweisbar mit Fossilien von Belemniten, die zusammen mit anderen Funden von hier im Geomuseum der Universität Münster aufbewahrt werden.

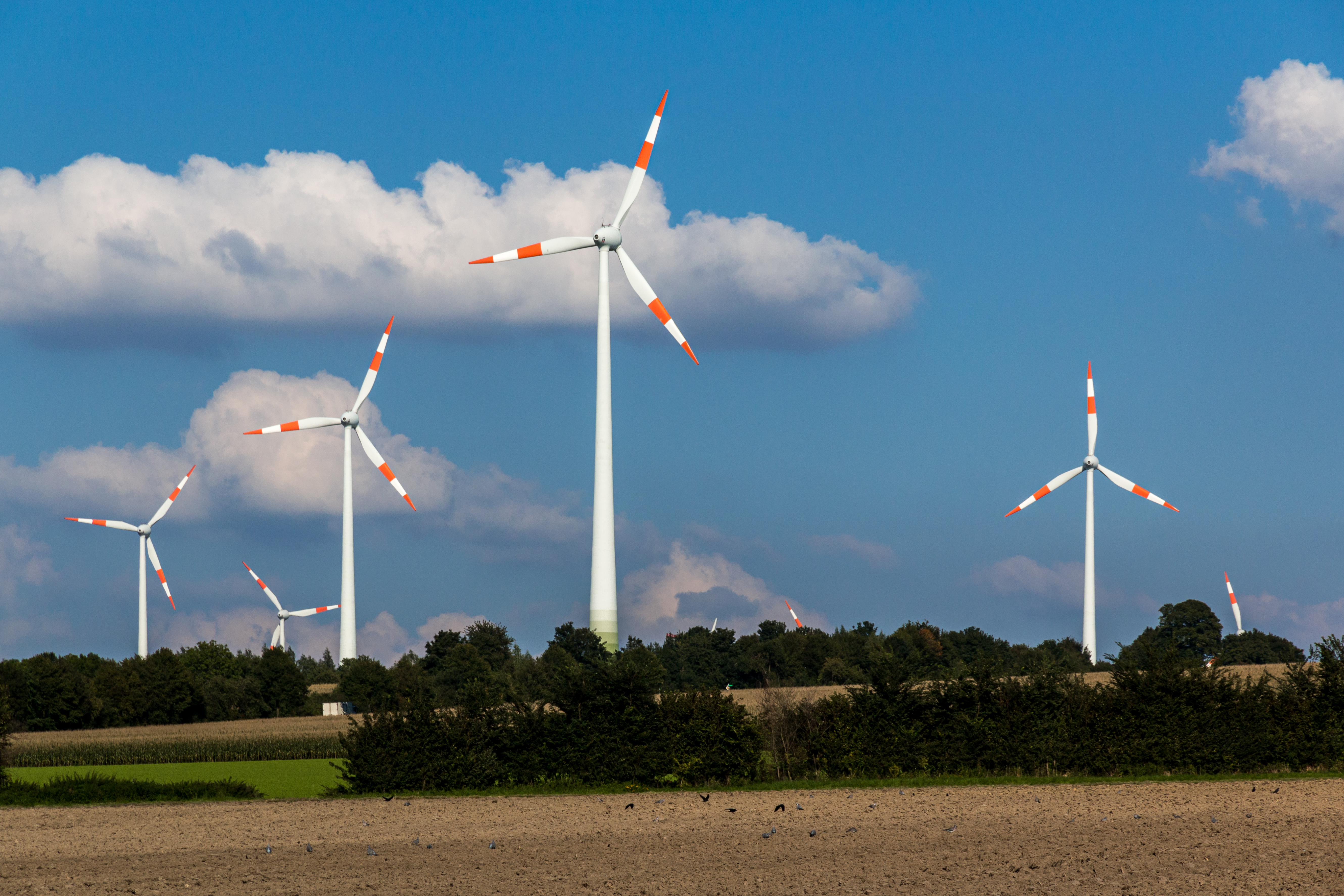
Windpark

Auf dem Berg befinden sich ein Windpark und ein Wasserbehälter. Ferner ist er der Standort für den Fernmeldeturm Schöppingen (nordwestlich des höchsten Punktes, auf 150,8 m) und den Mobilfunkturm Schöppinger Berg auf (139,7 m, am Nordwesthang), der bis zu einer gewissen Höhe frei als Aussichtsturm zugänglich ist. Die Landesstraße Schöppingen–Horstmar passiert den Berg unmittelbar südwestlich der höchsten Stelle, wo auf 150,4 m eine Straße nach Norden über den Gipfelbereich des Rückens abzweigt. Die militärische Anlage (Nike Raketenstellung) der niederländischen Streitkräfte auf dem Schöppinger Berg aus dem Kalten Krieg ist mittlerweile aufgelöst. Das für UKW-Funkverbindungen ideale Gelände wird aber mittlerweile von Amateurfunkern für Conteste genutzt.

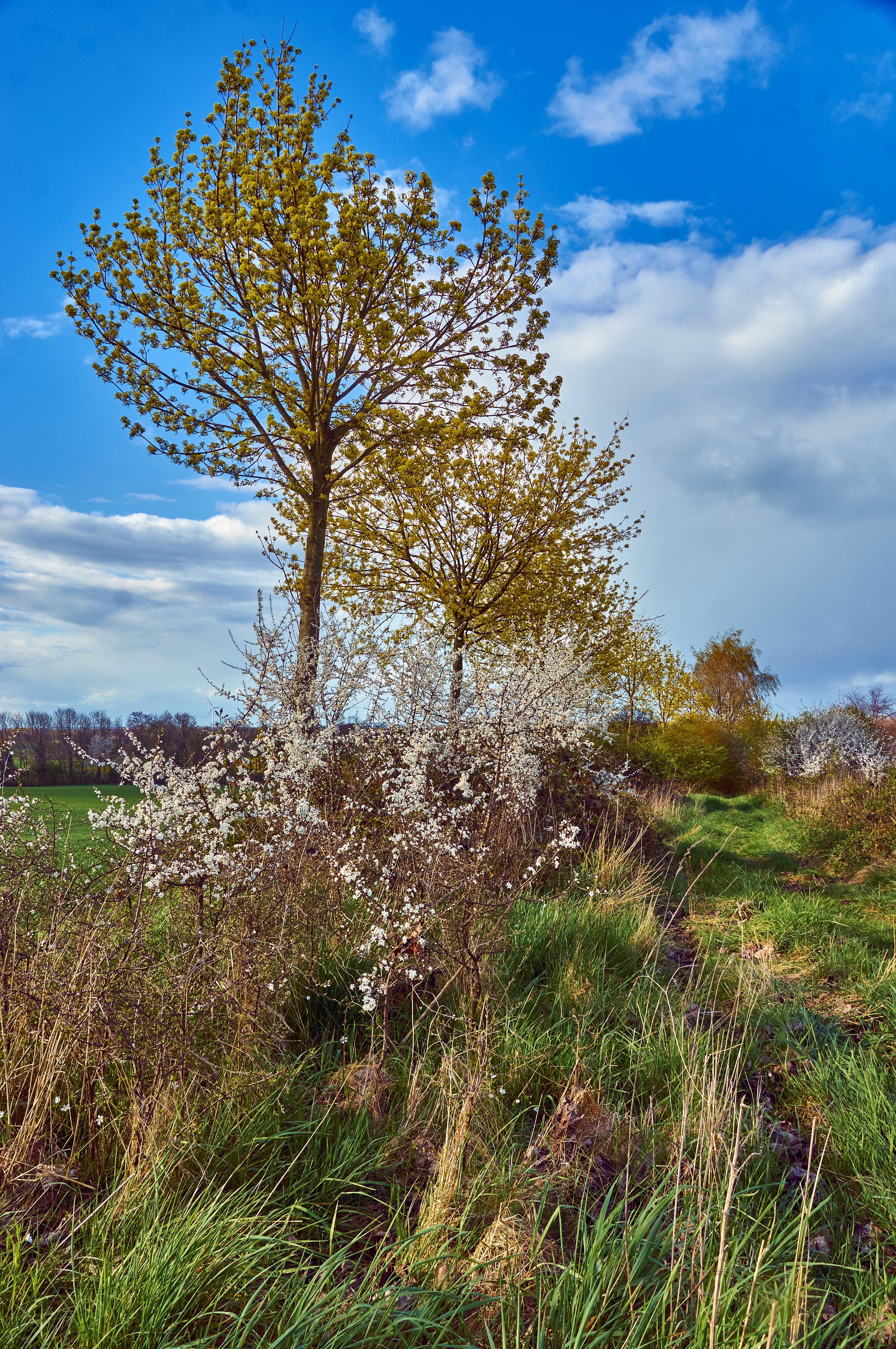
Feldweg am Schöppinger Berg bei Leer

Am Fuße des Berges entspringen einige Wasserläufe: z. B. der Leerbach bei Leer, dessen Quelle mit seiner vergleichsweise hohen Schüttung zu den bedeutendsten Naturdenkmälern des Münsterlandes gehört. Auf dem Berg befinden sich zwei Denkmäler und zwei Kapellen, die eine, St. Antonius, gehört zu St. Gertrudis (Horstmar) die andere zu St. Brictius (Schöppingen). Beide werden noch für die Hagelfeier, bzw. „Große Prozession“ (Horstmar) genutzt.
Es gibt mehrere Stellen, von denen man eine gute Sicht hat, insbesondere auf die Baumberge.
Die Münsteraner Band Soeckers veröffentlichte 2022 ein Lied mit dem Titel Schöppinger Berg.